# Maxi Mounds
Pour les articles homonymes, voir Mounds.
Maxi Mounds (née Jenna Curlington le 25 octobre 1964 à Long Island, dans l'État de New York) est une modèle, strip-teaseuse et actrice pornographique américaine.
Elle s'est rendue célèbre par ses très gros implants mammaires. Selon son site officiel, chacun de ses seins pèse 9 kg.

## Guiness des records
Maxi Mounds est référencée dans le Guiness des Records comme étant la femme détenant les plus gros faux seins du monde.
C'est en 2003 que Maxi Mounds atteint ce record, mais la catégorie n'existant pas encore, elle fait venir l'organisme qui vient l'attester. Elle obtient alors le certificat officiel de détentrice du record.